# نمادهای رختشویی

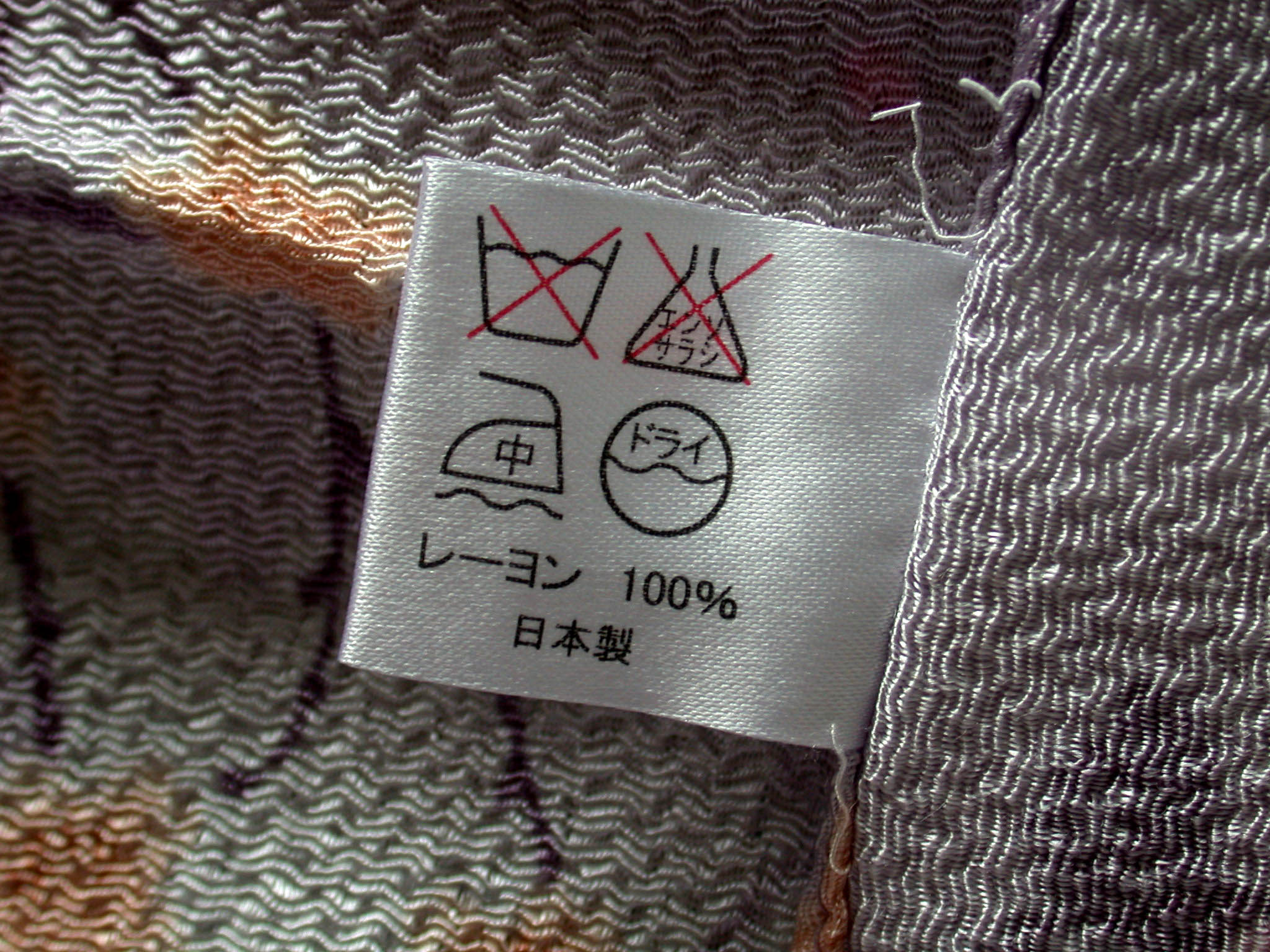
نمادهای مراقبت رختشویی با دستورالعمل به ژاپنی. با چهار نمادی که نشان داده، بیان می‌کند که لباس باید: در آب شسته نشود، نباید سفید کننده استفاده شود، تنها با فشار پارچه محافظ اتو شود، و باید خشک‌شویی شود.

نماد رختشویی، که نماد مراقبت نیز نامیده می‌شود، یک نماد تصویری است که نشان دهنده روش شستشو است، برای مثال خشک کردن، خشک‌شویی کردن و اتو کردن لباس. این نمادها بر روی برچسب‌هایی است، که به عنوان برچسب مراقبت ویا تگ مراقبت، متصل به لباس است تا نشان دهد چگونه یک آیتم خاص در بهترین حالت می‌تواند تمیز شود.

## شست‌وشو
نماد تشت شست‌وشو، و شماره درون تشت، به مفهوم حداکثر دمای شستشو (درجه سانتیگراد) است. یک خط زیر تشت نشانگر طرز عمل ملایمتر در ماشین لباسشویی است. دو خط دلالت بر شستن بسیار ملایم است. دست در تشت بمعنی اینست که شستن تنها با دست (به‌طور ملایم) و (با دمای ۴۰ درجه سانتی گراد و پایین‌تر) مجاز است. یک ضربدر روی تشت به این معنی است که پارچه و لباس در شرایط عادی خانگی نباید شسته گردد.
در استاندارد اروپایی، سطح تلاطم توصیه شده در شستشو توسط خط‌های زیر نماد تشت نشان داده می‌شود. عدم وجود خط‌ها نشان دهنده حداکثر تلاطم (شستشو پنبه)، یک خط تک نشانه تلاطم متوسط (چرخه الیاف مصنوعی) و یک خط دوتایی نشان دهنده تلاطم بسیار کم (چرخه ابریشم/پشم) است. نمادهای خط نشان دهنده سطح از دوران توصیه شده نیز می‌باشند که خط‌های بیشتر نشان دهنده سرعت پایین دورانند.

نماد شستشو
شستن در ۳۰ درجه سانتی گراد یا کمتر (ایالات متحده آمریکا، ۱ نقطه، ●)
شستن در ۴۰ درجه سانتی گراد یا کمتر (ایالات متحده آمریکا، ۲ نقطه، ●●)
شستن در ۵۰ درجه سانتی گراد یا کمتر (ایالات متحده، ۳ نقطه، ●●●)
شستن در ۶۰ درجه سانتی گراد  یا کمتر (ایالات متحده، ۴ نقطه، ●●●●)
شستن با دست
شسته نشود

## سفیدگری
مثلث خالی (که قبلاً به صورت Cl نوشته می‌شد) به سفیدگری با کلر و یا سفیدکننده غیر کلر اجازه می‌دهد. دو خط مورب در مثلث ممنوعیت سفیدگری با کلر را نشان می‌دهد. مثلث با ضربدر هر سفیدکننده‌ای را منع کرده‌است.

نماد سفیدکننده (مجاز به استفاده از سفیدکننده کلر و غیر کلر، هردو)
سفید کردن با کلر مجاز (منسوخ شده)
سفیدکننده غیر کلر هر زمانی که مورد نیاز است.
سفیدکننده استفاده نشود
سفیدکننده استفاده نشود

## خشک‌کردن
یک دایره در مربع نماد خشک کن لباس است. یک نقطه نشان خشک کردن در درجه حرارت کاهش یافته و دو نقطه برای دمای نرمال است. نماد ضربدر بدان معنی است که لباس خشک شدن با ماشین را تحمل نمی‌کند. در ایالات متحده و ژاپن، نشان‌های دیگری برای خشک کردن طبیعی وجود دارد.

## خشک‌کن چرخشی

نماد خشک کن چرخشی
خشک کن چرخشی (دمای پایین)
خشک کن چرخشی (معمولی)
استفاده نکردن از خشک کن چرخشی

## خشک‌کردن طبیعی

نماد خشک کن
خشک کردن روی بند
خشک کردن تخت
خشک کردن بدون خط اتو
خشک کردن در سایه
خشک کردن روی بند در سایه
خشک کردن تخت در سایه
خشک کردن بدون خط اتو در سایه

## اتو کردن
اتو  تا سه نقطه اتو کردن را اجازه می‌دهد. تعداد نقاط، دمای اختصاص داده شده را نشان می‌دهد: یک نقطه یعنی ۱۱۰ درجه سانتی گراد، دو نقطه بمعنی ۱۵۰ درجه سانتی گراد و سه نقطه به معنی ۲۰۰ درجه سانتی گراد است. اتو با یک ضربدر اتو کشیدن را ممنوع کرده‌است.

نماد اتو
اتو در دمای پایین
اتو در دمای متوسط
اتو در دمای بالا
اتو نشود

## تمیزکردن حرفه‌ای
یک دایره مشخص کنندهٔ امکان تمیزکردن حرفه‌ای است. یک خط در زیر نماد به معنی تمیز کردن به آرامی، و دو خط بمعنی تمیز کردن بسیار ملایم است.

## خشک‌شویی
حروف P و F در دایره برای حلال‌های متفاوت است که در پاک‌کنندگی خشک حرفه‌ای مورد استفاده قرار می‌گیرد.

نماد تمیز کردن حرفه‌ای
خشک شویی شود، فقط با حلال هیدروکربن(HCS)
تمیز کردن ملایم با حلال‌های هیدروکربنی
تمیز کردن بسیار ملایم با حلال‌های هیدروکربنی
خشک شویی شود، با هر حلال به جز تتراکلرواتیلن
تمیز کردن ملایم با PCE
تمیز کردن بسیار ملایم با PCE
خشک‌شویی نکنید

## تمیزکردن مرطوب
حرف W در دایره نشان دهنده تمیز کردن مرطوب حرفه‌ای است.

تمیز کردن مرطوب حرفه‌ای
تمیز کردن مرطوب ملایم
تمیز کردن مرطوب بسیار ملایم
تمیز کردن مرطوب نشود

## استانداردهای ملی و بین‌المللی
اگر چه استاندارد بین‌المللی که مورد توافق ISO و در اروپا توسط EU وجود دارد، اما قوانین کپی رایت، انتشار آن را این به‌طور گسترده با مشکل روبرو کرده‌است. با این حال، تلاش‌ها برای جمع‌بندی استانداردهای ملی و بین‌المللی انجام گرفته‌است.